# جنگ فرسایش‌زا
جنگ فرسایش‌زا (عربی: حرب الاستنزاف)، جنگی است که آن را جمال عبدالناصر «جنگ فرسایش‌زا» نام نهاد. این جنگ بین مصر، اردن و سازمان آزادی‌بخش فلسطین از یک طرف و از طرف دیگر اسرائیل در سال ۱۹۶۷ درگرفت و تا سال ۱۹۷۰ ادامه یافت. هدف اعراب از آغاز جنگ بازپس‌گیری مناطق از دست رفتهٔ کشورشان در جنگ شش روزه بود.
پس از جنگ شش روزه ۱۹۶۷، هیچ تلاش دیپلماتیک جدی برای حل مسائل اصلی درگیری اعراب و اسرائیل صورت نگرفت. اجلاس اتحادیه عرب در سال ۱۹۶۷ در ماه سپتامبر سیاست «سه نه» را تدوین کرد که مانع صلح، به رسمیت شناختن یا مذاکره با اسرائیل می‌شد. جمال عبدالناصر، رئیس‌جمهور مصر، معتقد بود که تنها ابتکار نظامی، اسرائیل یا جامعه بین‌المللی را مجبور به تسهیل عقب‌نشینی کامل اسرائیل از سینا می‌کند و خصومت‌ها به زودی در امتداد کانال سوئز از سر گرفته شد.
این درگیری‌ها در ابتدا به شکل دوئل‌های توپخانه‌ای محدود و تهاجم‌های کوچک به سینا بود، اما تا سال ۱۹۶۹، ارتش مصر خود را برای عملیات‌های بزرگتر آماده ارزیابی کرد. در ۸ مارس ۱۹۶۹، ناصر آغاز رسمی جنگ فرسایشی را اعلام کرد که با گلوله‌باران گسترده در امتداد کانال سوئز، جنگ هوایی گسترده و حملات کماندویی مشخص می‌شد. خصومت‌ها تا اوت ۱۹۷۰ ادامه یافت و با آتش‌بس پایان یافت. مرزها مانند زمان شروع جنگ، بدون هیچ تعهد واقعی به مذاکرات جدی صلح باقی ماندند.